# Toivo Kuula: Opus 27b
In het oeuvre van Toivo Kuula is Opus 27b ingericht als de bundeling van liederen voor koor. Het opusnummer geeft geen specifieke titel, zoals bijvoorbeeld wel het geval bij is opus 9 dat staat voor Zuid-Oost-Botnische suite nr. 1.
Kuula schreef tientallen liederen voor zangstem en/of koor met en zonder begeleiding. Opus 27b bevat negen toonzettingen van liederen specifiek voor mannenkoor zonder begeleiding (a capella). De meeste van die toonzettingen zijn vierstemmig met twee tenor- en twee baritonstemmen ook wel aangeduid met TTBB. 
De liederen zijn geschreven in de romantische stijl waarin Kuula in eerste instantie les heeft gekregen. De liederen werden veelal los van elkaar uitgevoerd.
De acht gebundelde liedjes in opus 27b zijn:
- opus 27b.1: Me laulamme (Zullen we zingen), van Paavo Cajander in B majeur
- opus 27b.2: Keinulla (Swing), van Eero Eerola, allegretto scherzando in A majeur
- opus 27b.3: Vai ei (Oh, nee), van Eero Eerola, tempo di minuetto in Bes majeur
- opus 27b.4: Tuli tuttu, vanha tuttu (Daar is een vriend), van Larin-Kyöski, andante leggiero in Es majeur
- opus 27b.5: Iltatunnelma (Eventide), van Lauri Kemiläinen, tranquillo in a mineur
- opus 27b.6: Taitava mies oli alitalon antti (Polska: Het is een slimme man), van  Eero Eerola, in C majeur
- opus 27b.7: Tanssilaulu (Dansliedje) van Lauri Kemiläinen, allegro moderato in As majeur
- opus 27b.8: Soikaa kellot (Laat de klokken klinken), van Eero Eerola, pastorale in g mineur
- opus 27b.9: Eteläpohjolainen piirilaulu (Volksliedje):

Van de bundel is een opname beschikbaar uit 1982 en 1983, die geperst werden op een elpee op het platenlabel Finlandia. Het vervolg betekende verder pech voor de componist. Hij overleed op jonge leeftijd, zijn muziek werd overschaduwd door die van Jean Sibelius en werd weinig uitgevoerd. Na 1983 raakten de originele mastertapes van de liederen zoek. De cd werd geperst vanaf een nog gave elpee (mint condition). Het was toen 1993; niet veel later ging Finlandia failliet.     